# Sent Marçau de Valeta
Sent Marçau de Valeta (en francès Saint-Martial-de-Valette) és un municipi francès situat al departament de la Dordonya i a la regió de la Nova Aquitània.

## Demografia
| 1962                                       | 1968 | 1975 | 1982 | 1990 | 1999 | 2007 |
| ------------------------------------------ | ---- | ---- | ---- | ---- | ---- | ---- |
| 841                                        | 806  | 788  | 747  | 855  | 795  | 846  |
| Des de 1962: població sense dobles comptes |      |      |      |      |      |      |

## Administració
| Període   | Identitat         | Partit |
| --------- | ----------------- | ------ |
| 1977-1995 | André Cornut      | PS     |
| 1995-     | Gabriel Dumonteit | PCF    |